# Petrykiwka-Malerei

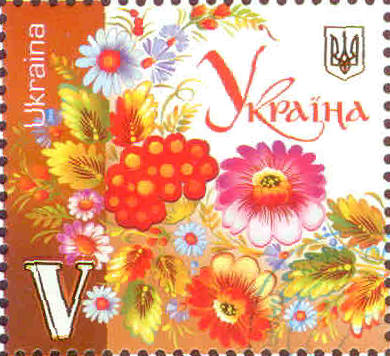
Ukrainische Briefmarke mit Petrykiwka-Malerei

Die Petrykiwka-Malerei (ukrainisch Петриківський розпис) ist ein origineller Stil der dekorativen Malerei in der Ukraine und wird als immaterielles Kulturerbe seit dem 5. Dezember 2013 in der Repräsentativen Liste des immateriellen Kulturerbes der Menschheit der UNESCO gelistet.
Die ukrainische, volkstümliche Petrykiwka-Malerei ist reich an Symbolik und zeugt von einer sorgfältigen Beobachtung der lokalen Flora und Fauna. Benannt ist der Malstil nach dem Zentrum der volkstümlichen Kunst, der ukrainischen Ortschaft Petrykiwka, die nordwestlich der Stadt Dnipro liegt. Bekannte Künstler der Petrykiwka-Malerei sind Tetjana Pata (Тетяна Аврамівна Пата; 1884–1976), Nadija Bilokin (Надія Аврамівна Білокінь; 1894–1981), Fedir Panko (Федір Савович Панко; 1924–2007), Wassyl Sokolenko (Василь Іванович Соколенко; *1922) und Marfa Tymtschenko (Марфа Ксенофонтівна Тимченко 1922–2009).

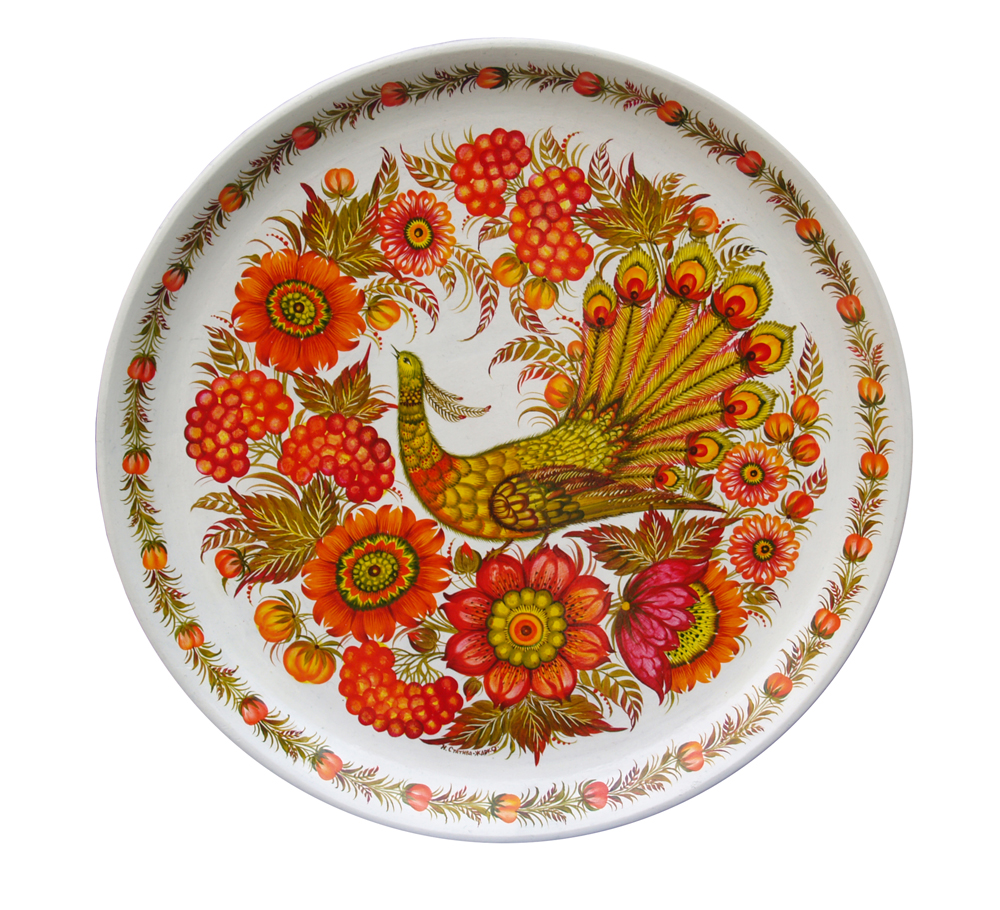
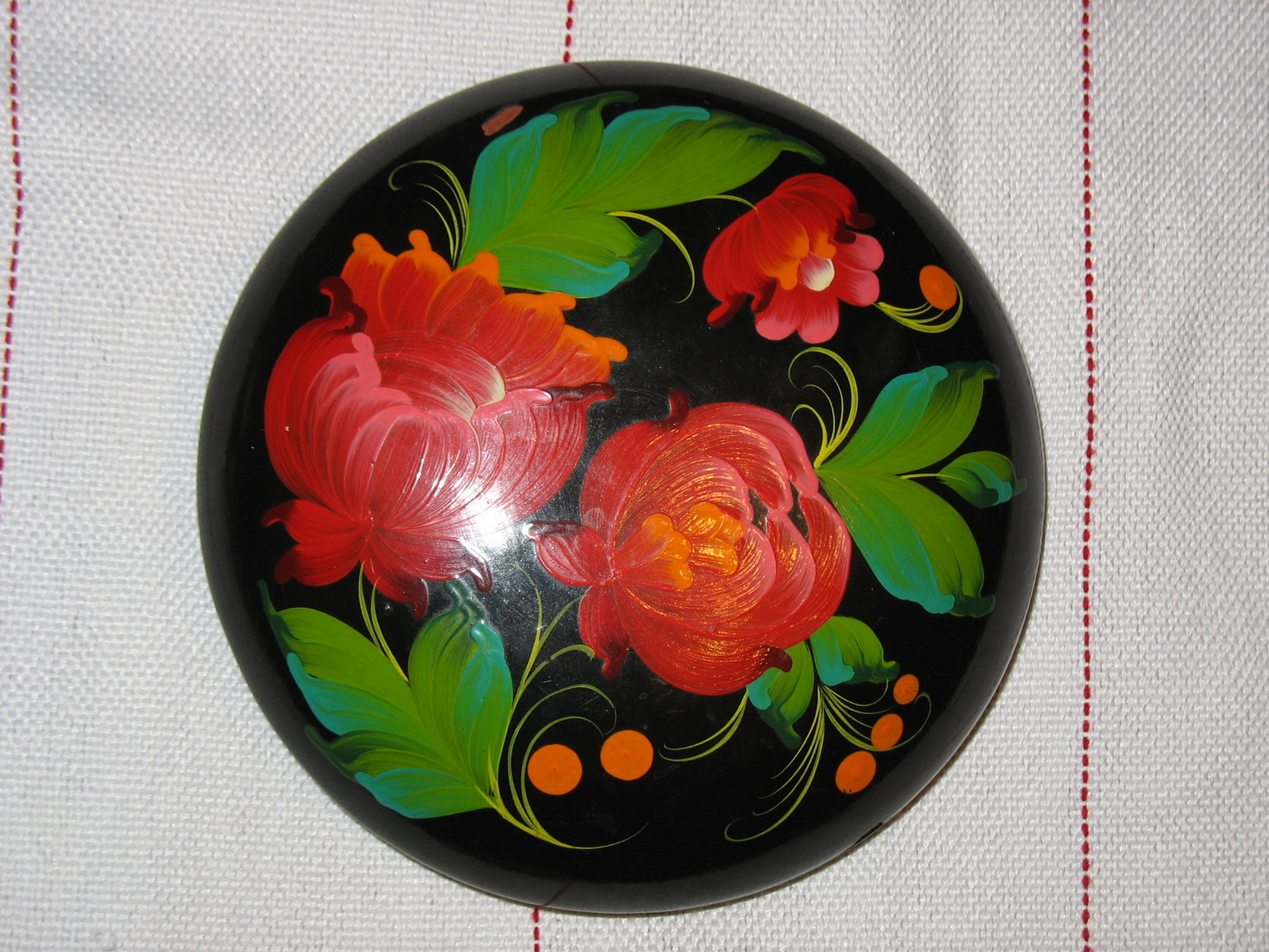
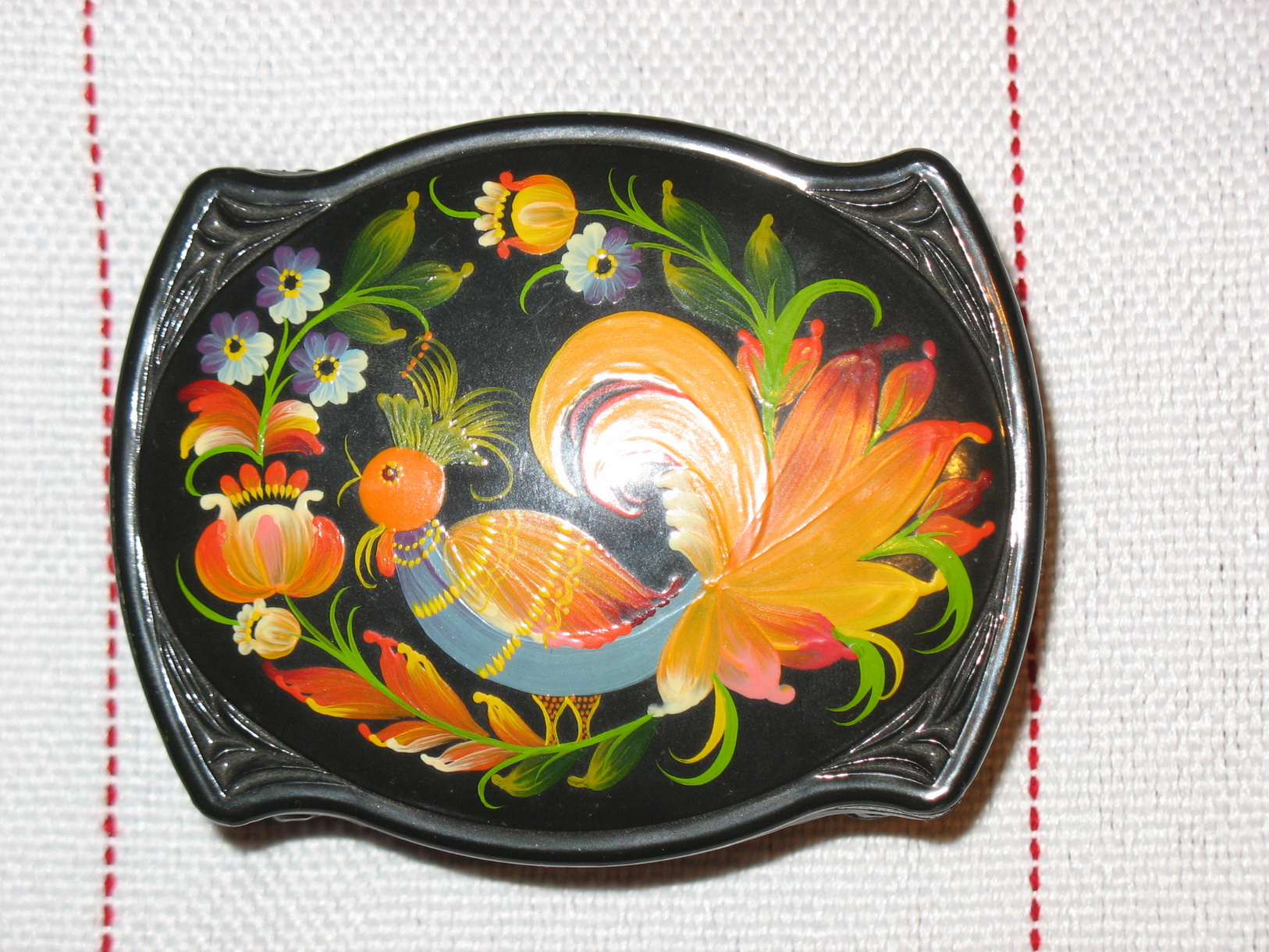

## Wissenswertes über die Petrykiwka-Malerei
- Ein charakteristisches Merkmal der Petrykiwka-Malerei sind die Pflanzen- und Blumenmuster einerseits und andererseits die Schaffung neuer Formen von Blumen, die auf einer Beobachtung der lokalen Flora beruhen. Als besondere Formen sind hier die „Zwiebeln“ und „Locken“ zu nennen.[4]
- Die „Kalyna“ – ein Bündel oder eine Traube roter Beeren ist das wohl bekannteste Motiv dieser Volkskunst. Die Beeren werden mit dem Finger gemalt oder getupft. Pinsel, wie sie im Allgemeinen zum Malen verwendet werden, sind für die Petrykwa-Malerei meist ungeeignet, weil nicht fein genug.[5]
- Die speziellen Pinsel, Koschachka genannt, werden meist von den Malern selbst hergestellt, wofür die Härchen, die bei Katzen zwischen den Pfoten wachsen, verwendet werden. Nur damit können sie die zierlichen Muster auch auf kleinste Gegenstände, wie z. B. Holzperlen für Damenschmuck, aufbringen.[6][7][8]